# Seznam těšínských knížat

Znak těšínského knížectví.

Těšínské knížectví vzniklo roku 1290 rozdělením těšínsko-osvětimsko-ratibořického panství (1281–1290). Knížectví bylo až do roku 1653 pod piastovskou vládou, poté se stalo mezi lety 1653–1722 bezprostředním knížectvím, dokud ho Karel VI. neudělil lénem lotrinské dynastii. Knížectví se však znovu dostalo do habsburských (respektive habsbursko-lotrinských) rukou smrtí císaře Františka Štěpána roku 1765. Knížectví zaniklo v roce 1918 vznikem Československé republiky.

## Piastovci(1290–1653)
| #   | Jméno                        | Portrét                | Narození          | Úmrtí             | Vláda        | Poznámky |
| --- | ---------------------------- | ---------------------- | ----------------- | ----------------- | ------------ | --- |
| 1.  | Měšek I. Těšínský            | Pečeť Měška Těšínského | 1252/56           | 1314/15           | 1290–1314/15 | Syn Vladislava I. Opolského. Mezi lety 1281/82–1290 vládl se svým bratrem Přemyslem Ratibořským spojenému těšínskému, osvětimskému a ratibořskému panství. |
| 2.  | Kazimír I. Těšínský          |                        | mezi 1280-90      | 1358              | 1314/15–1358 | Syn Měška I. Také kníže seveřský a bytomský. |
| 3.  | Přemysl I. Noszak            |                        | mezi 1332-36      | 23. květen 1410   | 1358–1407    | Syn Kazimíra I. Také kníže seveřský, bytomský, střelecký, tošecký, olešnický, regent osvětimský. |
| 4.  | Boleslav I. Těšínský         |                        | po 1363           | 6. květen 1431    | 1407–1431    | Syn Přemysla I. Také kníže seveřský, bytomský, regent osvětimský, tošecký a střelecký. |
| -   | Eufemie Mazovská             |                        | 1395/98           | 17. září 1447     | 1431–1447    | Manželka Boleslava I. Vykonávala regentskou vládu za své nezletilé syny. |
| 5.  | Václav I. Těšínský           |                        | mezi 1413-16      | 1474              | 1431–1468    | Syn Boleslava I. Spoluvládce Těšínska do roku 1442, kdy získal těšínskou část těšínského knížectví. Také spolukníže seveřský, bytomský, stínavský a hlohovský. |
| 5.  | Boleslav II. Těšínský        |                        | okolo 1428        | 4. říjen 1452     | 1431–1442    | Syn Boleslava I. Spoluvládce Těšínska do roku 1442, kdy získal polovinu Bílska a Fryštát. Také spolukníže seveřský, bytomský, stínavský a hlohovský. |
| 5.  | Vladislav Těšínsko-Hlohovský |                        | okolo 1420        | 1460              | 1431–1442    | Syn Boleslava I. Spoluvládce Těšínska do roku 1442, kdy získal polovinu Hlohovska a Stínavy. Také spolukníže seveřský, bytomský, stínavský a hlohovský. |
| 5.  | Přemysl II. Těšínský         |                        | okolo 1420        | 18. březen 1477   | 1431–1477    | Syn Boleslava I. Spoluvládce Těšínska do roku 1442, kdy získal polovinu Bílska a Skočov. Také spolukníže seveřský, bytomský, stínavský a hlohovský. Po smrti bratra Vladislava vládl jeho polovině Hlohovska a Stínavy. Mezi léty 1460-1477 spoluvládcem Kazimíra II. |
| 6.  | Kazimír II. Těšínský         |                        | asi 1449          | 13. prosinec 1528 | 1452–1528    | Syn Boleslava II. Do roku 1460 jen formálně, od tohoto roku spolu se strýcem Přemyslem II., od roku 1477 samostatně. |
| 7.  | Václav II. Těšínský          |                        |                   | 17. listopad 1524 | 1518–1524    | Syn a spoluvládce Kazimíra II. |
| -   | Jan z Pernštejna             |                        | 14. listopad 1487 | 8. září 1548      | 1528–1545    | Regent nezletilého Václava III. Adama. Do roku 1539 s Annou Braniborsko-Ansbašskou. |
| -   | Anna Braniborsko-Ansbašská   |                        | 5. květen 1487    | 7. únor 1539      | 1528–1539    | Manželka Václava II. Regentka spolu s Janem z Pernštejna. |
| 8.  | Václav III. Adam Těšínský    |                        | prosinec 1524     | 4. listopad 1579  | 1528–1579    | Syn Václava II. V roce 1545 převzal vládu nad knížectvím. |
| 9.  | Fridrich Kazimír Frýštatský  |                        | 1541/42           | 4. květen 1571    | 1560–1571    | Syn a spoluvládce Václava III. Adama. Panoval na Frýštátě a Skočově, později i v Bílsku. |
| -   | Kateřina Sidonie             |                        | kolem 1550        | 1594              | 1579–1594    | Druhá manželka Václava III. Adama. Regentka za svého syna Adama Václava. |
| 10. | Adam Václav Těšínský         |                        | 12. prosinec 1574 | 13. červenec 1617 | 1579–1617    | Syn Václava III. Adama. |
| -   | Karel Habsburský             |                        | 7. srpen 1590     | 28. prosinec 1624 | 1617–1624    | Vratislavský biskup, niský kníže a velmistr řádu německých rytířů. Regent za Fridricha Viléma. |
| 11. | Fridrich Vilém Těšínský      |                        | 9. listopad 1601  | 19. srpen 1625    | 1617–1625    | Syn Adama Václava. Poslední mužský příslušník piastovské těšínské větve. |
| 12. | Alžběta Lukrécie Těšínská    |                        | 1. červen 1599    | 19. květen 1653   | 1625–1653    | Sestra Fridricha Viléma. Poslední Piast na těšínském trůně. |

## Habsburkové(1653–1722)
| #   | Jméno          | Portrét | Narození          | Úmrtí            | Vláda     | Poznámky                                                            |
| --- | -------------- | ------- | ----------------- | ---------------- | --------- | ------------------------------------------------------------------- |
| 13. | Ferdinand IV.  |         | 8. září 1633      | 9. červenec 1654 | 1653–1654 | Knížetem těšínským z titulu českého krále.                          |
| 14. | Ferdinand III. |         | 13. července 1608 | 2. dubna 1657    | 1654–1657 | Knížetem těšínským z titulu českého krále. Podruhé na českém trůně. |
| 15. | Leopold I.     |         | 9. červenec 1640  | 5. květen 1705   | 1657–1705 | Knížetem těšínským z titulu českého krále.                          |
| 16. | Josef I.       |         | 26. červenec 1678 | 17. duben 1711   | 1705–1711 | Knížetem těšínským z titulu českého krále.                          |
| 17. | Karel VI.      |         | 1. říjen 1685     | 20. říjen 1740   | 1711–1722 | Knížetem těšínským z titulu českého krále.                          |

## Lotrinští(1722–1765)
| #   | Jméno                      | Portrét | Narození         | Úmrtí           | Vláda     | Poznámky               |
| --- | -------------------------- | ------- | ---------------- | --------------- | --------- | ---------------------- |
| 18. | Leopold Josef Lotrinský    |         | 11. září 1679    | 27. březen 1729 | 1722–1729 | Také vévoda lotrinský. |
| 19. | František Štěpán Lotrinský |         | 8. prosinec 1708 | 18. srpen 1765  | 1729–1765 | Také císař římský.     |

## Habsbursko-lotrinští(1765–1918)
| #   | Jméno                               | Portrét | Narození          | Úmrtí             | Vláda     | Poznámky                                                                            |
| --- | ----------------------------------- | ------- | ----------------- | ----------------- | --------- | ----------------------------------------------------------------------------------- |
| 20. | Josef II.                           |         | 13. březen 1741   | 20. únor 1790     | 1765–1766 | Také římský císař, král český a uherský.                                            |
| 21. | Marie Kristina Habsbursko-Lotrinská |         | 13. květen 1742   | 24. červen 1798   | 1766–1798 | Sestra Josefa II. Vládla spolu se svým manželem Albertem Kazimírem Sasko-Těšínským. |
| 21. | Albert Kazimír Sasko-Těšínský       |         | 11. červenec 1738 | 10. únor 1822     | 1766–1822 | Manžel a spoluvládce Marie Kristiny. Po její smrti vládl samostatně.                |
| 22. | Karel Ludvík Rakousko-Těšínský      |         | 5. září 1771      | 30. duben 1847    | 1822–1847 | Syn císaře Leopolda II.                                                             |
| 23. | Albrecht Fridrich Rakousko-Těšínský |         | 3. srpen 1817     | 2. únor 1895      | 1847–1895 | Syn Karla Ludvíka.                                                                  |
| 24. | Fridrich Rakousko-Těšínský          |         | 4. červen 1856    | 30. prosinec 1936 | 1895–1918 | Poslední těšínský kníže. Syn arcivévody Karla Ferdinanda.                           |